# 야코프 바서만

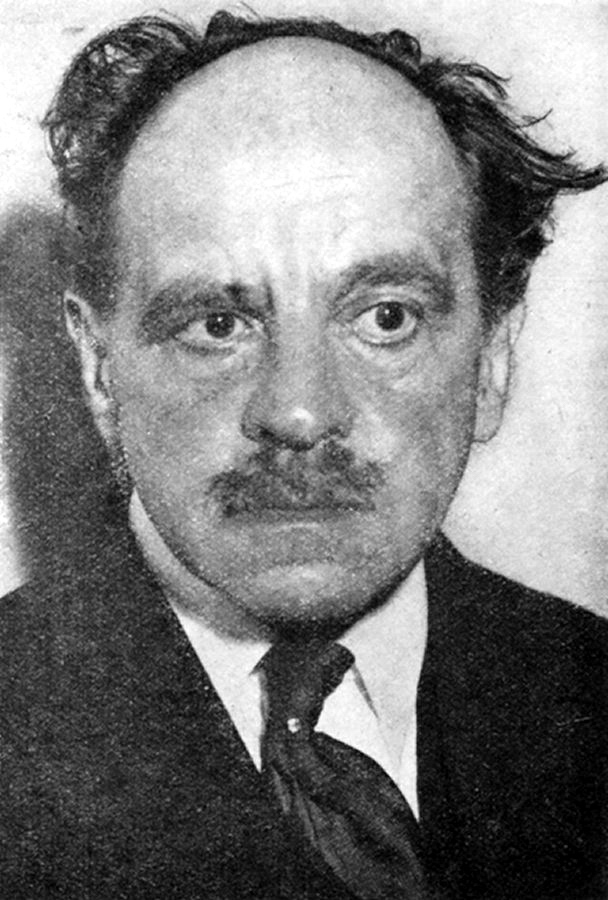

야코프 바서만(Jakob Wassermann, 1873년 3월 10일 ~ 1934년 1월 1일) 은 독일의 소설가이다. 유대계 독일인이며 토마스 만과 함께 신낭만파의 대표적 작가이다. 격조 있는 문체와 굴곡 있는 서술법으로, 개인에 대한 사회의 문제를 미리 알아 낸 선구자였다. 대표작으로 《크리스찬 반샤프트》《거위를 품은 사나이》등이 있다.